# Heinrich Steinfeldt
Heinrich Steinfeldt (* 31. Oktober 1892 in Wilhelmsburg; † 15. November 1955 in Hamburg) war ein deutscher Politiker, Mitglied der Hamburgischen Bürgerschaft, Reichstagsabgeordneter und Gewerkschaftsfunktionär.

## Leben

### 1892 bis 1919
Heinrich Steinfeldt besuchte die Volksschule in Hamburg, Warnemünde und Wilhelmsburg. Er machte von 1907 bis 1910 in Hamburg eine Ausbildung als Zimmerer und ging danach auf Wanderschaft. Am Anfang der Lehrzeit wurde er im Jahr 1907 Mitglied der Sozialistischen Arbeiterjugend (SAP) und am Ende 1910 trat er in die SPD und die Gewerkschaft ein. Auch auf der Walz organisierte er sich mit Gleichgesinnten in Basel und wurde Schriftführer im dortigen Zimmererverband.
Nach der Wanderschaft ging er zurück nach Hamburg und erlebte wenig später den Ersten Weltkrieg als Soldat.

### Weimarer Republik und Zeit des Nationalsozialismus
Er wurde im April 1919 als Delegierter zum 2. Rätekongress nach Berlin gesandt. Während der Weimarer Republik saß er durchgehend von 1919 bis 1933 in der Hamburgischen Bürgerschaft. Er war in der ersten vollständig frei gewählten Bürgerschaft der jüngste Parlamentarier. In den Jahren 1919 bis 1921 und 1932/33 gehörte er dem SPD-Landesverband an. Er war in seiner Tätigkeit als Parlamentarier Mitglied in mehreren kommunaler Behörden und Einrichtungen (zum Beispiel als Mitglied der Baubehörde und Aufsichtsratsmitglied der Hamburger Wasserwerke). Im Jahr 1930 hatte er sich als Kandidat im Wahlkreis 34 (Hamburg) zum Deutschen Reichstag aufstellen lassen, blieb aber erfolglos.
Am 8. März 1933 wurde er im Rahmen der Machtergreifung der Nationalsozialisten neben vielen anderen Sozialdemokraten vorläufig verhaftet. Bei der folgenden Hausdurchsuchung wurde kein belastendes Material gefunden und die Anklage wurde fallengelassen. Am 12. Juni 1933 rückte er für den unter ungeklärten Umständen verstorbenen Hamburger Abgeordneten Adolf Biedermann in den Deutschen Reichstag nach.
Auch in der gewerkschaftlichen Arbeit begann er sich direkt nach dem Ersten Weltkrieg zu engagieren. Er wurde bereits im Jahr 1920 Vorsitzender im Verband der Zimmerer in Hamburg. Diese Tätigkeit übte er bis 1933 aus. Ab 1921 war er zudem Gewerkschaftssekretär beim Zentralverband der Zimmerer und verwandter Berufsgenossen Deutschlands. Dort war er zuletzt als Vorsitzender der Zahlstelle tätig. Nach der Gewerkschaften in Deutschland#Gleichschaltung der Gewerkschaften während des Nationalsozialismus|Gleichschaltung der Gewerkschaften während des Nationalsozialismus im Mai 1933 wurde ihm am 5. Mai desselben Jahres fristlos gekündigt.
Neben der parteipolitischen und gewerkschaftlichen Arbeit war er Führer im sozialdemokratisch nahen Reichsbanner Schwarz-Rot-Gold. Er leitete den Gau Hamburg-Bremen-Nordhannover der Organisation.
Bis zum Oktober 1934 war er arbeitslos, konnte dann aber eine Anstellung in einem Zimmereibetrieb finden. Trotzdem stand er weiterhin bis Mitte 1935 unter Polizeiaufsicht. Im Jahr 1944 wurde er als bereits 52-Jähriger zur Wehrmacht eingezogen. Aber schon vor Ende der Kapitulation der Wehrmacht wurde er wieder entlassen.

### Nachkriegszeit
Nach dem Zweiten Weltkrieg saß Heinrich Steinfeldt für die SPD vom Jahr 1946 bis zu seinem Tod im November 1955 (1. bis 3. Wahlperiode) wieder in der Hamburgischen Bürgerschaft. Für seine Fraktion saß er unter anderem als Vorsitzender im Arbeitsausschuss. Von 1950 bis zu der Wahlniederlage gegen den „Hamburg-Block“ 1953 war er Fraktionsvorsitzender seiner Partei. Danach wurde er von dem ehemaligen Senator und späteren Bürgermeister Paul Nevermann abgelöst. In der Funktion als Parlamentarier wurde er von 1945 bis 1955 Mitglied des Beirats und später des Aufsichtsrats der Neuen Heimat, seit 1948 Vorstandsmitglied der Alten Volksfürsorge.
Auch seine gewerkschaftliche Arbeit nahm er wieder auf und war maßgeblich am Wiederaufbau der Organisation beteiligt. Er wurde vom März 1946 bis zum April 1947 als Mitglied des Zonenausschusses der Gewerkschaften in der Britischen Zone geführt. Der Dachverband der Gewerkschaften und später der DGB wählten ihn zum Vorsitzenden des Bezirkes Nordmark. Diese Tätigkeit übte er bis zu seinem Tod aus. Zudem war er zwischenzeitlich Mitglied des DGB-Bundesausschusses.

## Würdigung
In Hamburg-Billstedt wurde im Jahr 1962 die Steinfeldtstraße nach ihm benannt.